# Knauf
Knauf é uma empresa familiar multinacional alemã baseada em Iphofen fundada em 1932 conhecida pela produção de chapas de drywall de gipsita.
No  Brasil, a Knauf chega em 1997 como subsidiária, mas só em 1999, que seu parque industrial foi inaugurado, no município de Queimados, Rio de Janeiro.